# Quinto Aradio Rufino Valerio Proculo

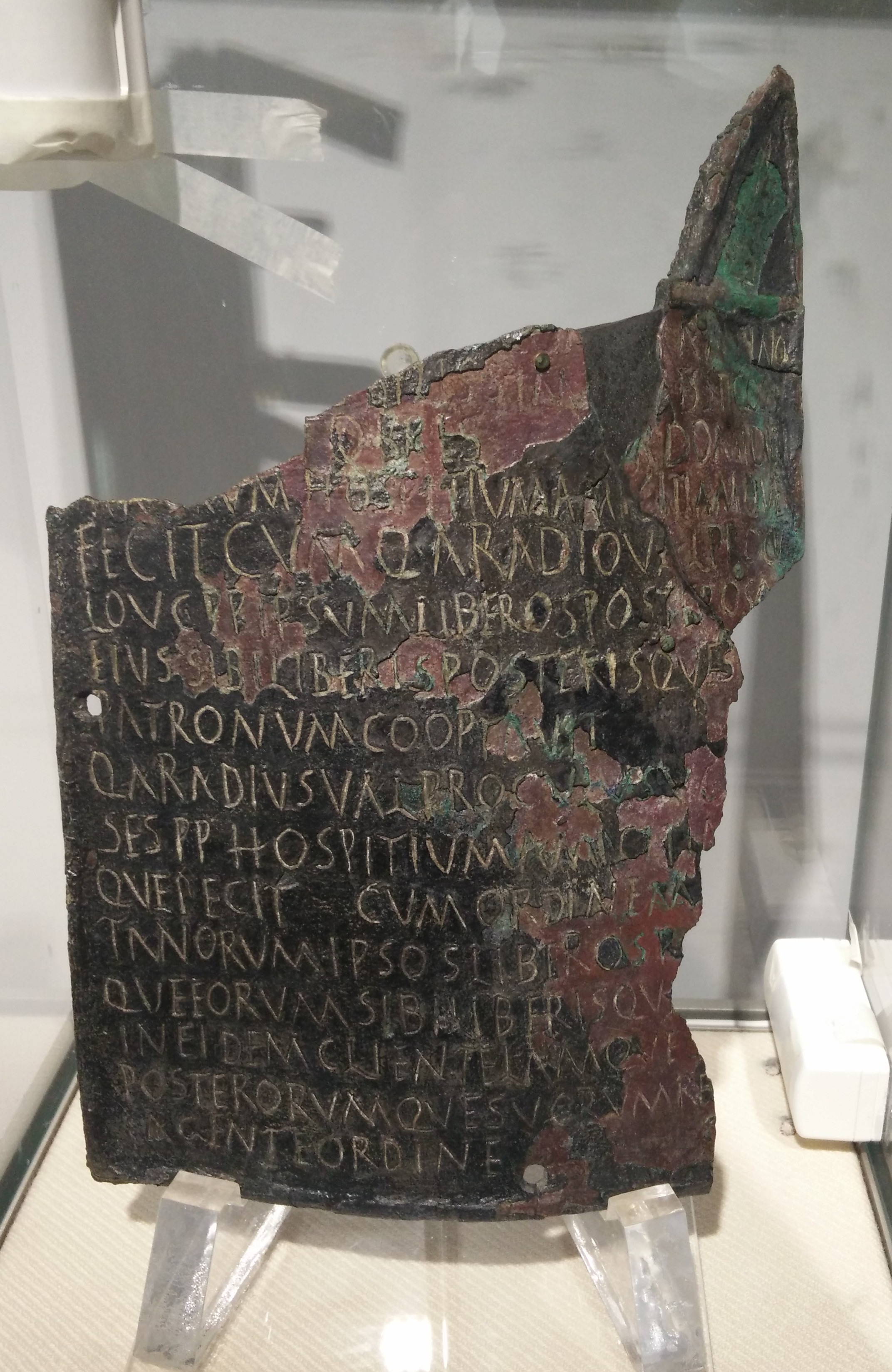
Iscrizione in onore di Quinto Aradio Rufino Valerio Proculo signo Populonio, eretta dai cittadini di Mididi per celebrarne il patronato, e ritrovata nella casa di Aradio a Roma.

Quinto Aradio Rufino Valerio Proculo signo Populonio (latino: Quintus Aradius Rufinus Valerius Proculus signo Populonius; fl. 321–322) è stato un politico romano di età imperiale.

## Biografia
Il suo nome completo è riportato da un'iscrizione, mentre nelle altre iscrizioni note è riportato il nome Quintus Aradius Valerius Proculus; il suo signum, «Populonius», è riportato in due iscrizioni.
Fu vir clarissimus e praeses della provincia della Valeria Bizacena: è attestato in carica tra il 13 marzo e il 29 agosto 321, mentre un'iscrizione datata il 31 marzo 322 omette questa carica, forse a indicare che aveva lasciato il posto per allora.
Fu scelto come patrono dalle città di Chullu, di Thaenae, Zama Regia, Hadrumetum, Civitas Faustianensis, e Mididi.
Fu probabilmente figlio di Aradio Rufino (console nel 311) e fratello di Lucio Aradio Valerio Proculo (console nel 340).

### Fonti primarie
- CIL VI, 1684, CIL VI, 1685, CIL VI, 1686, CIL VI, 1687, CIL VI, 1688, CIL VI, 1689

### Fonti secondarie
- «Proculus 12», in Arnold Hugh Martin Jones, John Robert Martindale, John Morris, The Prosopography of the Later Roman Empire (PLRE), Volume 1, Cambridge University Press, Cambridge 1971, ISBN 0-521-07233-6, p. 749.